# Ингрэм де Умфравиль
Сэр Ингрэм (Ангерран) де Умфравиль (англ. Ingram de Umfraville, фр. Enguerrand de Umfraville; умер после февраля 1321) — англо-шотландский барон, один из хранителей Шотландии в 1300—1301 годах.

## Происхождение
Ингрэм происходил из англо-шотландского рода Умфравилей, предки которого, по наиболее вероятной версии, переселились в Англию из нормандского поселения Офранвиль, расположенного недалеко от Дьеппа. Первым достоверно известным представителем рода был Роберт I де Умфравиль, который поселился в Нортумбрии не позже 1130 года. Он получил замок Прадо, располагавшийся к югу от Тайна в стратегически важном месте на дороге из Карлайла в Ньюкасл, а также владения в Ридсдейле. Кроме того, вероятно, что именно Роберт получил в Шотландии владения в Киннэрде и Данипасе (Стерлингшир). Роберт был связан с королём Шотландии Давидом I и его сыном, принцем Генрихом Хантингдонским; шотландские связи сохранили и его потомки, хотя и утратили владения в королевстве. Его потомки смогли расширить владения в Северной Англии. Один из представителей рода, Гилберт II де Умфравиль (умер в 1245) женился на Матильде (Мод), графини Ангус в Шотландии, из-за чего в Умфравили стали не только ведущим родом в Северной Англии, но и заняли значимое место среди высшей шотландской знати.
В источниках не указывается точное происхождение Ингрэма. В 1279 году он или его тёзка добивался от английского короля Эдуарда I земель своего покойного отца Роберта. На этом основании Арчибальд Дункан, автор статьи о Умфравиле в Оксфордском национальном биографическом словаре посчитал, что тот должен был родиться около 1260 года. На этом основании историк считает маловероятной версию о том, что Ингрэм и его младшие братья могли быть детьми Роберта де Умфравиля (младшего брата Гилберта II де Умфравиля), который родился не позже 1212 года и умер до 1257 года. При этом Дункан отмечает, что Роберт де Умфравиль был, по некоторым сведениям, женат на дочери Ингрэма де Баллиола, владевшего Эрром в Керкубришире, Редкаслом в Ангусе и Тур-ан-Вимё, а дочь или сестра последнего приходилась матерью или бабушкой Ингрэму де Умфравилю, который унаследовал владения и герб Баллиолов из Редкасла.
Другого мнения придерживается Алекс Финдлетер. В изданном 9 июля 1296 года указе Эдуарда I сообщается, что в посмертном расследовании наследства Уильяма де Умфравиля, проведённом 26 ноября 1296 года, наследником был установлен Ингрэм де Умфравиль; его возраст указан 60 лет, то есть он должен был родиться около 1236 года. При этом данные о возрасте в подобных расследованиях приводились всегда примерно. Финдлетер на основания анализа семейной истории Умфравилей считает, что хотя очевидно, что в 1296 году он был достаточно пожилым человеком, он должен был родиться позже. В 1259 году старший сын и наследник Роберта де Умфравиля, Гилберт (умер не позже 1269), был несовершеннолетним и находился под опекой Симона де Монфора, графа Лестера, поэтому он мог родиться не ранее 1238 года. Поскольку Ингрэм по старшинству был третьим сыном (у него был ещё один старший брат по имени Роберт, который в 1278 году был признан невменяемым), он не мог родиться ранее 1240 года. По мнению историка, скорее Умфравиль родился около 1245 года.
Его родителями историк называет Роберта де Умфравиля из Чоллертона в Нортумберленде и Еву де Баллиол, которая после смерти мужа выходила замуж ещё дважды: не позже февраля 1259 года за Николаса де Болтеби и около 1274 года за Уильяма де Перси. В гербовниках «Свиток святого Георгия» и «Свитке Чарльза», созданных около 1285 года, герб Ингрэма де Умфравиля изображён рядом с гербом сэра Игрэма де Баллиола из Редкасла. Герб Уфравиля, представляющий собой гербовый щит, отделанный горностаевым мехом, точно такой же, как и у Баллиола, отличаясь только ламбелей, указывающей на наследника. В документе, датированном 1299 году, Ингрэм де Умфравиль прямо назван наследником Игрэма де Баллиола; по мнению Финдлетера тот факт, что он принял герб Баллиолов, а не отцовский, а также условия жалования земель Генриху де Перси, указывают на то, что наследником Умфравиль был назначен около 1285 года.

Герб сэра Игрэма де Баллиола из Редкасла
Герб сэра Ингрэма де Умфравиля

## Биография
Ингрэм к 1284 году был посвящён в рыцари. 5 февраля 1284 года он в числе других шотландских магнатов признал Маргарет Норвежскую Деву наследницей короля Александр III.
Во время междуцарствия 1286—1291 года имя Ингрэма не упоминается. Известно только, что в период между 1287 и 1294 годами он получал ежегодную ренту в размере от 20 мерков до 40 серебряных фунтов. Вероятно, что именно эта рента была подтверждена на первом парламенте, созванном королём Иоанном I Баллиолом в 1293 году, где указывалось, что король Александр III пожаловал ему 100 мерков в качестве вдовьей части жены Изабеллы, вдовы Алана Макруайри из Гарморана. При этом 40 мерков поступили из земель в Каррике, а 40 фунтов — из королевской палаты. Последняя сумма должна была выплачиваться до тех пор, пока земли Макруайри не будут возвращены наследнику. Сам брак, вероятно, был заключён около 1285 года. Возможно, что Ингрэм занимался и воспитанием дочери жены от первого брака Кристина, которая в будущем стала женой Дональда из Мара, брата жены короля Роберта I Брюса.
Последующая карьера Умфравиля олицетворяет противоречивые притязания на лояльность, которые преследовали мелкого шотландского барона в 1290—1314 годах. Английский король Эдуард I не смог склонить его на свою сторону, в отличие от шотландского короля Роберта I.
13 июня 1291 года Эдуард I пожаловал Ингрэму баронию Норэм. Тогда же Иоанн I де Баллиол назначил его одним из аудиторов «Великой тяжбы».
26 декабря 1292 года Ингрэм присутствовал на церемонии принесения оммажа короля Иоанна I Эдуарду I в Ньюкасле, будучи назван восьмым из 16 баронов. 23 февраля 1293 года он был свидетелем данной Баллиолом хартии в Данди.
Имя Ингрэма отсутствует среди 18 шотландских магнатов, которых Эдуард I в июне 1294 года призвал служить ему в Гаскони. Кроме того, когда в июле 1295 года парламент в Стерлинге сместил короля Иоанна I, Умфравиль, вероятно, не вошёл в состав назначенного тогда совета двенадцати, поскольку в это время он был в числе четырёх уполномоченных, которых отправили во Францию для заключения союза с королём Филиппом IV.
Вероятно, что Ингрэм во время вторжения Эдуарда I в Шотландию в 1296 году и поражения шотландцев в битве при Данбаре ещё находился во Франции. Однако он вернулся к
28 июня 1296 года, когда английский король велел ему передать замок Дамбартон, констеблем которого он был, сэру Джеймсу Стюарту, а его дочери Ева и Изабелла были взяты в заложницы, чтобы гарантировать его хорошее поведение. В принесённом в августе того же года оммаже Эдуард I назвал Ингрэма «графом Эрским», а шерифам Берика и Эра был направлен приказ о возвращении ему земель. Не совсем ясно, каким образом они их получил. Алекс Финдлетер считает, что они могли быть приданым Изабеллы, жены Ингрэма, которая могла быть дочерью Ниала, мормэра Каррика.
После победы шотландцев в битве на Стерлингском мосту Ингрэм был одним из 16 шотландских магнатов, которым 25 сентября 1297 года английский король приказал поддержать Брайана Фицалана. Хотя Умфравиль не поддержал в июне 1297 году восстание Роберта Брюса, графа Каррика (будущего короля Роберта I), а также восстание Уоллеса, он, вероятно, покинул англичан и, вероятно, активно выступал против них в 1298 году. В итоге в феврале 1299 года после недавней смерти Ингрэма де Баллиола, наследником которого считался Ингрэм де Умфравиль, Эдуард I отказался передавать его владения «врагу короля и мятежнику», отдав их другому наследнику — Генри де Перси.
Когда в августе 1299 года шотландцы вторглись в Эттрикский лес, Ингрэм был первым из военачальником в армии, в состав которой входили несколько графов и двое хранителей Шотландии — Роберт, граф Каррик, и Джон Комин Младший. После произошедшей между двумя хранителями ожесточённой ссоры епископы назначили главным из хранителей Уильяма де Ламбертона, епископа Сент-Эндрюса. Тогда же Умфравиль был назначен шерифом замка Роксборо, который находился в руках англичан, получив 100 всадников и 1500 пехотинцев (для шотландцев это была внушительная армия), чтобы атаковать Пограничье.
В мае 1300 года произошла очередная ссора между хранителями Шотландии — на этот раз между Комином и епископом Ламбертоном. В итоге вместо графа Каррика хранителем был выбран Умфравиль. Как считает Арчибальд Дункан, Ингрэма, вероятно, считали миротворцем, который сможет повлиять на неуравновешенного Комина.
В первой половине 1301 года было заключено перемирие, которое позволило шотландцам связаться с королём Иоанном I. В итоге тот назначил новым хранителем Шотландии Джона де Соулса. В сентябре того же года Умфравиль и Соулс успешно преследовали армию принца Уэльского на юго-западе Шотландии. 7—8 сентября они во главе большого отряда безуспешно пытались захватить замок Лохмабен, а затем вступили в Лаудон, тщетно надеясь освободить замок Ботвелл, осаждённый Эдуардом I. При этом Соулс благоразумно старался уклонялся от столкновений с главными силами английского короля. В итоге Эдуард I так мало чего смог добиться в Шотландии в этот период, что в январе 1302 года согласился на девятимесячное перемирие.
После разгрома армии Филиппа IV в битве при Куртре ему стало не до шотландцев. Поскольку дальнейшие успехи Шотландии во многом зависели от союза с Францией и заключит ли та мир с Англией, осенью 1302 года во Францию отправилось внушительное посольство из 6 человек, в состав которого входили Умфравиль и Соулс. Они отчаянно пытались добиться дальнейшей поддержки Филиппа IV. Однако переговоры окончились неудачей: 20 мая 1303 года был согласован мир между Англией и Францией, о Шотландии в договоре не говорилось ни слова. В итоге у Эдуарда I оказались развязаны руки и он мог сосредоточиться на Шотландии, не оглядываясь на французского короля и папу.
В 1303 году английский король начал новый поход против шотландцев и не встретил особого сопротивления, отвоева всю Южную Шотландию. В итоге в феврале 1304 года шотландские магнаты решили просить мира. Эдуард I предложил достаточно мягкие условия мира, принятые Джоном Комином и другими шотландскими магнатами, которые в это время не находились во Франции. Большинство магнатов на 2 года изгонялись из Шотландии, но при этом сохраняли свои владения в стране, а те, кто имел владения в Англии, могли их выкупить.
Умфравиль в это время всё ещё находился во Франции, при этом Эдуард I не предложил охранной грамоты ни ему, ни Соулсу, ни Джеймсу Стюарту, пока не ему не будет передан в руки Уоллес. Только после того, как 3 августа 1305 года англичанам удалось захватить Уоллесу, Ингрэму удалось вернуться в Шотландию. В октябре Эдуард I возвратил ему владения за плату в размере арендной платы за 5 лет — из всех шотландских магнатов ему был назначен самый длительный срок.
В марте 1306 года Умфравиль был в Лиддесдейле в качестве одного из капитанов Эдуарда I. А убийство Комина людьми графа Каррика лишило его роли патриота.
В последующие годы Ингрэм находился на второстепенных ролях, будучи одим из английских военачальников на юго-западе Шотландии. В августе 1308 года он был назначен хранителем Галлоуэя и защитником замка Керлаверок. Упоминания его на этих должностях исчезают в 1310—1311 годах, возможно, что он попал в плен. Умфравиль вместе с другими шотландцами, вероятно, в августе 1312 года присутствовал на заседании парламента Эдуарда I, чтобы выступать в роли консультантов по шотландским делам.
24 июня 1314 года Умфравиль в составе английской армии участвовал в выигранной шотландцами битве при Бэннокбёрне. Сам он попал в плен. Хотя его брат Уильям отправился во Францию, чтобы собрать деньги для выкупа, Ингрэм оставался в Шотландии в течение 6 лет. В какой-то момент времени до 1320 года король Роберт I разделил баронию Рэдкасл, чтобы отдать половину Умфравилю; вторую же сохранил Генри де Перси. При этом подразумевается, что Ингрэм выдвинул какие то условия. В итоге его имя стоит на 15 месте среди длинного списка шотландских дворян, подписавшихся петицией к папе Иоанну XXII — Арбротской декларацией, принятой 6 апреля 1320 года.
В августе 1320 года был раскрыт крупный заговор против короля Роберта I. Среди тех, кто попал под суд и был казнён оказался Дэвид, барон Брикин, близкий друг Ингрэма. Согласно поэме «Брюс», он пострадал за то, что знал о заговоре и не сообщил о нём. Далее автор поэмы указывает, что Умфравиля настолько потрясла казнь Брикина, что он обратился к королю с просьбой отпустить его в Англию. В ответ король по рыцарски согласился сделать это.
В декабре 1320 года Умфравиль прибыл ко двору Эдуарда II. Согласно поэме «Брюс», он лицемерно заявил, что никогда не заключал мира с Робертом I. В результате английский король преподнёс ему щедрые подарки, а в феврале 1321 года отпустил во Францию. После этого известия об Ингрэме пропадают.

## Брак и дети
Ингрэм был женат на Изабеллы, вдовы Алана Макруайри из Гарморана. Этот брак мог быть заключён между 5 февраля 1284 года, когда её первый муж был ещё жив и подписал декларацию о признании Маргарет Норвежской Девы наследницей шотландского престола, до 1286 года, когда умер Александр III. Историк Эндрю Макюэн выдвинул гипотезу, что она была сестрой Марджори, графини Каррик, матери короля Роберта I Брюса. Алекс Финдлетер считает доказательства этого предположения достаточно убедительными, хотя и неполными; косвенным доказательством подобного происхождения историк считает земли, которыми Ингрэм владел в Айршире в 1296 году. Кроме того, Филиппа, внучка Умфравиля, приходилась королю Давиду II родственницей третьей степени, то есть у них был общим прадедом. Им мог быть Ниал, мормэр Каррика, отец графини Марджори и, возможно, Изабеллы.
Дети:
- Ева де Умфравиль, наследница владений отца. В 1296 году она была достаточно взрослой, чтобы стать заложницей, но ещё не достигла возраста, при котором можно было вступать в брак[4].
- Изабелла де Умфравиль. В 1296 году она была достаточно взрослой, чтобы стать заложницей, но ещё не достигла возраста, при котором можно было вступать в брак[4].

В 1346 году в битве при Невиллс-Кроссе на стороне англичан принимал участие некий Ингрэм де Умфравиль, названный «шотландцем». Он в течение 30 лет служил Эдуарду III на границе. Алекс Финдлетер не исключает, что он мог быть сыном сэра Ингрэма, однако вряд ли законнорождённым, поскольку он не унаследовал владения Умфравилей. Арчибальд Дункан предположил, что этот Иннрэм мог быть внучатым племянником Умфравиля.

## В культуре
Ингрэм является одним из действующих лиц в поэме Джона Барбора «Брюс». В ней он показан как образец рыцарской добродетели. Арчибальд Дункан предположил, что существовал ныне утраченный трактат о рыцарстве, в котором Умфравиль описывается как хитрый, но благородный тактик; она могла послужить одним из источников поэмы.
Поэма приводит немало эпизодов, связанных с нимю. Так в 1306 году Умфравиль вместе с Валенсом отправился в Перт и проинструктировал последнего об успешной уловке, чтобы застать шотландцев врасплох. Он послал людей Каррика убить Брюса с помощью хитрости. Будучи командующим в Галлоуэе, он носил красный чепец на копье в знак того, что он самый галантный рыцарь. Под Бэннокбёрном он посоветовал Эдуарду II применить стратегию «притворного отступления», но получил отказ от слишком самоуверенного короля. При отъезде из Шотландии он посоветовал Эдуарду II заключить длительное перемирие, чтобы шотландцы утратили свои военные навыки, и в 1323 году Эдуард последовал этому совету, хотя и безрезультатно.